# 索 (神经解剖学)
神经解剖学中，索或柱（column）是由神经束膜包绕的一小束轴突（神经纤维）。一条小神经可能由单一索组成，而一条较大神经则有多个索聚集在一起形成更大的束（fasciculus，fascicle）；即一条束可包含数个索，束内部的神经内膜隔开各个索。多条束则被同一神经束膜捆绑在一起。
尽管神经系统整体是连通的，“索”除了极少的例外（分隔索），仅限用于描述脊髓内部的神经解剖构造；而“束”则更广泛地用于描述神经纤维的集合，不仅用于脑中（弓状束）、脊髓内（薄束），也用在周围神经系统。

## 索的位置
在脊髓中，索位于白质中。譬如：
- 脊髓前索（anterior funiculus of the spinal cord）[5][6]
- 脊髓侧索或外侧索（lateral funiculus of the spinal cord）[7][8]
- 脊髓后索（posterior funiculus of the spinal cord）[9]

窄条状增厚的室管膜，有时也称索，但非神经纤维。譬如：
- 菱形窝分隔索（英语：Vagal trigone）（funiculus separans of the rhomboid fossa）[10][11]